# Český lev 2008
Vítězové filmových cen Český lev byli vyhlášeni 7. března 2009 v pražské Lucerně. Večerem provázeli Bolek Polívka a jeho dcera Anna Polívková. Televizní přenos zajišťovala Česká televize na kanále ČT1. Nejlepším filmem byl vyhlášen snímek Karamazovi. Ceny v nejvíce kategoriích získaly filmy Tobruk a Hlídač č. 47 (oba 3×).

## Hlavní ceny

### Film
- Karamazovi
- Venkovský učitel
- Tobruk

### Režie
- Petr Zelenka (Karamazovi)
- Bohdan Sláma (Venkovský učitel)
- Václav Marhoul (Tobruk)

### Scénář
- Bohdan Sláma (Venkovský učitel)
- Petr Zelenka (Karamazovi)
- Václav Marhoul (Tobruk)

### Kamera
- Vladimír Smutný (Tobruk)
- Karel Fairaisl (Hlídač č. 47)
- F. A. Brabec, Ján Ďuriš (Bathory)

### Hudba
- Richard Horowitz, Sussan Deyhim (Tobruk)
- Vladimír Godár (Venkovský učitel)
- Jan A.P. Kaczmarek (Karamazovi)

### Střih
- Jan Mattlach (Hlídač č. 47)
- Vladimír Barák (Karamazovi)
- Luděk Hudec (Tobruk)

### Zvuk
- Pavel Rejholec, Jakub Čech (Tobruk)
- Michal Holubec (Karamazovi)
- Zdeněk Taubler (Hlídač č. 47)

### Výtvarný počin
- Juraj Jakubisko, Jarka Pecharová (Bathory)
- Jan Vlasák (Tobruk)
- Jan Tománek (Kozí příběh - pověsti staré Prahy)

### Mužský herecký výkon v hlavní roli
- Karel Roden (Hlídač č. 47)
- Pavel Liška (Venkovský učitel)
- Ivan Trojan (Karamazovi)

### Mužský herecký výkon ve vedlejší roli
- Vladimír Dlouhý (Hlídač č. 47)
- David Novotný (Karamazovi)
- David Novotný (O rodičích a dětech)

### Ženský herecký výkon v hlavní roli
- Zuzana Bydžovská (Venkovský učitel)
- Martha Issová (Děti noci)
- Anna Friel (Bathory)

### Ženský herecký výkon ve vedlejší roli
- Lenka Termerová (Děti noci)
- Emília Vášáryová (Nestyda)
- Zuzana Kronerová (Venkovský učitel)

### Dokument
- Občan Havel
- René
- Ghetto jménem Baluty

## Vedlejší ceny

### Divácky nejúspěšnější film
- Bathory

### Celoživotní dílo
- Juraj Herz

### Filmový plakát
- Aleš Najbrt, Bohumil Vašák (Karamazovi)
- Aleš Najbrt, Zuzana Lednická (Venkovský učitel)
- Pavel Lev (Tobruk)

### CenaMagnesie– zahraniční film
- Tahle země není pro starý
- Až na krev
- Katyň

### Cena filmových kritiků – hraný film
- Karamazovi
- Venkovský učitel
- Tobruk

### Cena filmových kritiků – dokument
- Občan Havel
- René
- Česká RAPublika

### CenaSazky– nerealizovaný scénář
1. Petr Jarchovský (Kawasakiho růže)
2. Milan Tesař (Břemeno)
3. Petra Soukupová (Na krátko)

### Dokument (1993–2007)
- Český sen
- Marcela
- Síla lidskosti - sir Nicholas Winston

### CenaTelefónicy O2– nejúspěšnější český legálně stahovaný film ve videotéce O2
- Gympl

### Cena čtenářůiDnes– nejoblíbenější film
- Venkovský učitel